# Ivan Krapić
Ivan Krapić (Rijeka, 14. veljače 1989.), hrvatski vaterpolist. Igra na poziciji centra. Visok je 196 cm i težak 105 kg. S Primorjem kojeg je igrač od 1.rujna 2005. do 1.lipnja 2016.  je u sezoni 2012./13. osvojio hrvatski kup i Jadransku ligu, u sezoni 2013/14 hrvatski kup, Jadransku ligu, prvenstvo Hrvatske, u sezoni 2014/15 hrvatski kup, Jadransku ligu te prvenstvo Hrvatske. Od 1.lipnja 2016. do 1.lipnja 2017. član Achuaqiare. od 1.lipnja 2017. do 1.lipnja 2020. član Jadran Split. Od 1.lipnja 2020. član Noisy le Sec. U sastavu hrvatske reprezentacije dosada je bio na završnim turnirima svjetske lige 2009. godine (2. mjesto), 2012. godine (1. mjesto), 2017. godine (3. mjesto) i 2019. godine (2. mjesto), na Mediteranskim igrama u Mersinu 2013. godine (1. mjesto), na Olimpijskim igrama 2016. godine (2. mjesto) te na svjetskom prvenstvu 2017. godine (1. mjesto). 